# Țările de Jos (regiune)
Țările de Jos, regiunea istorică de Nederlanden, reprezintă țarile din regiunea joasă a deltelor râurilor Rin, Scheldt și Meuse (Maas). Termenul a fost folosit, în special, în Evul Mediu și Epoca Modernă, când apăreau primele forme de guvernământ puternic centralizate, aflate în mâinile aristocraților. 
Denumirea „Țările de Jos” a fost folosită pentru o serie de teritorii istorice: „Țările de Jos Burgunde”, „cele Franceze”, „cele Olandeze”, „cele Spaniole” sau „cele Austriece” (ultimele două fiind domenii habsburgice). Odată cu reorganizarea regiunii din timpul războielor napoleoniene, termenul a devenit potrivit, mai degrabă, pentru descrierile romantice și mai puțin pentru cele geografice sau politice. O asemenea folosire este analoagă cu aceea prin care termenul pur geografic "Europa Răsăriteană" a ajuns să fie folosit ca un eufemism pentru „țările din spatele Cortinei de Fier” sau pentru „Blocul răsăritean”, transformându-se treptat într-un termen politic. 
| Istoria statelor Benelux                                                                             | Istoria statelor Benelux                                                                             | Istoria statelor Benelux               | Istoria statelor Benelux              | Istoria statelor Benelux              | Istoria statelor Benelux              |
| --- | --- | -------------------------------------- | ------------------------------------- | ------------------------------------- | ------------------------------------- |
| Belgia actuală                                                                                       | Belgia actuală                                                                                       | Belgia actuală                         | Belgia actuală                        | Luxemburg                             | Olanda                                |
| Imperiul Carolingian circa 800-843                                                                   | |                                        |                                       |                                       |                                       |
| | | Comitatul Flandra secolul IX-1386      | Lotharingia Inferioară secolele X-XIV | Lotharingia Inferioară secolele X-XIV | Lotharingia Inferioară secolele X-XIV |
| Principatul episcopal Liège + Abația Stavelot- Malmedy + Ducatul Bouillon din secolul X până în 1795 | Principatul episcopal Liège + Abația Stavelot- Malmedy + Ducatul Bouillon din secolul X până în 1795 | Comitatul Flandra secolul IX-1386      |                                       | Comitatul Luxemburg 963-1384          |                                       |
| Principatul episcopal Liège + Abația Stavelot- Malmedy + Ducatul Bouillon din secolul X până în 1795 | Principatul episcopal Liège + Abația Stavelot- Malmedy + Ducatul Bouillon din secolul X până în 1795 | Țările de Jos Burgunde                 | Țările de Jos Burgunde                | apoi Ducatul Luxemburg 1384-1443      |                                       |
| Principatul episcopal Liège + Abația Stavelot- Malmedy + Ducatul Bouillon din secolul X până în 1795 | Principatul episcopal Liège + Abația Stavelot- Malmedy + Ducatul Bouillon din secolul X până în 1795 | 1384–1482                              |                                       |                                       |                                       |
| Principatul episcopal Liège + Abația Stavelot- Malmedy + Ducatul Bouillon din secolul X până în 1795 | Principatul episcopal Liège + Abația Stavelot- Malmedy + Ducatul Bouillon din secolul X până în 1795 | Cele Șaptesprezece Provincii 1482–1556 |                                       |                                       |                                       |
| Principatul episcopal Liège + Abația Stavelot- Malmedy + Ducatul Bouillon din secolul X până în 1795 | Principatul episcopal Liège + Abația Stavelot- Malmedy + Ducatul Bouillon din secolul X până în 1795 | Țările de Jos Spaniole 1581–1713       | Țările de Jos Spaniole 1581–1713      | Țările de Jos Spaniole 1581–1713      | Provinciile Unite 1581–1795           |
| Principatul episcopal Liège + Abația Stavelot- Malmedy + Ducatul Bouillon din secolul X până în 1795 | Principatul episcopal Liège + Abația Stavelot- Malmedy + Ducatul Bouillon din secolul X până în 1795 | Țările de Jos austriece 1713–1799      |                                       |                                       | Provinciile Unite 1581–1795           |
| | Statele Unite Belgiene 1790                                                                          |                                        |                                       |                                       | Provinciile Unite 1581–1795           |
| | |                                        |                                       |                                       | Provinciile Unite 1581–1795           |
| Republica Franceză 1795–1804                                                                         | Republica Franceză 1795–1804                                                                         | Republica Franceză 1795–1804           | Republica Franceză 1795–1804          | Republica Franceză 1795–1804          | Republica Batavă 1795–1806            |
| Imperiul Francez 1804–1815                                                                           | |                                        |                                       |                                       | Republica Batavă 1795–1806            |
| Regatul Olandei 1806–1810                                                                            | |                                        |                                       |                                       |                                       |
| | |                                        |                                       |                                       |                                       |
| Regatul Unit al Țărilor de Jos 1815–1830                                                             | |                                        |                                       |                                       |                                       |
| | |                                        |                                       |                                       |                                       |
| Regatul Belgiei din 1830                                                                             | Regatul Belgiei din 1830                                                                             | Regatul Belgiei din 1830               | Regatul Belgiei din 1830              | Marele Ducat de Luxemburg din 1839    | Regatul Țărilor de Jos din 1830       |
| Această infocasetă: v • d • m                                                                        | |                                        |                                       |                                       |                                       |